# Bernardo Antônio Nunes Barreto
Bernardo Antônio Nunes Barreto (, 1834 — Laguna, 25 de março de 1896) foi um militar e político brasileiro.
Filho de Joaquim Antônio Nunes Barreto e Anna Rosa de Jesus (filha de José Martins Vianna e Thereza Maria Joaquim).
Foi capitão quartel-mestre do comando superior da Guarda Nacional em Laguna e Lages, em 29 de abril de 1871.
Foi deputado à Assembleia Legislativa Provincial de Santa Catarina na 27ª legislatura (1888 — 1889).